# Ludião

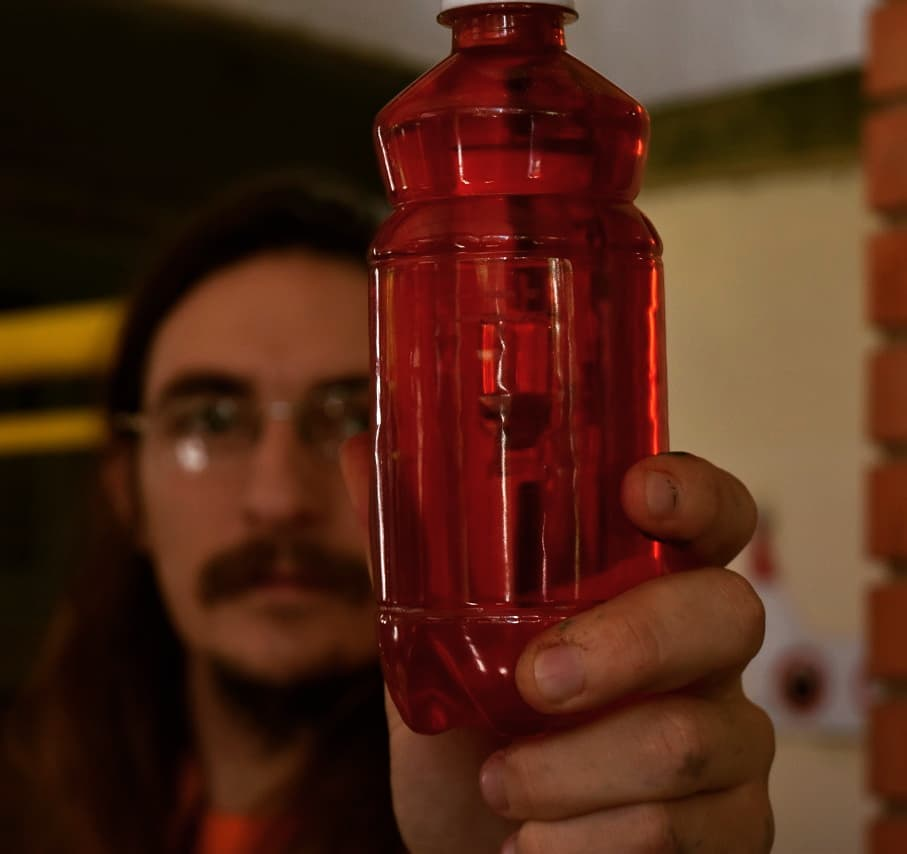
Demonstração do Ludião no evento Portas Abertas UFRGS 2018

O ludião, ou mergulhador cartesiano ou ainda, demônio de Descartes é um experimento que serve para demonstrar o princípio de Pascal. É pelo auxílio dele que se estudam casos que apresentam um corpo mergulhado em água. 
O experimento é composto por um pequeno dispositivo feito tipicamente de um tubo ou frasco de vidro fechado parcialmente com um líquido e que pode flutuar ou afundar em um recipiente de água e apresenta, inicialmente, um desafio a mais em sua explicação: Ele é mais dinâmico. Como explicar o fato de ao pressionar a garrafa, a ampola afunda?
O ludião flutua inicialmente porque sua densidade absoluta (ou seja, a densidade total da ampola de vidro, juntamente com a água e com o ar em seu interior) é menor que a densidade da água. Pode-se pensar que o peso do conjunto é menor do que o empuxo que atua sobre ele. Quando a garrafa é comprimida, a pressão da água aumenta. Este acréscimo de pressão se transmite a todo o fluido confinado (pelo Princípio de Pascal). A água presente no interior da ampola pressiona o ar que ainda existe dentro dela. Este volume de ar no interior da ampola diminui de tamanho, proporcionando a entrada de água na ampola. Se o volume da bolha de ar no interior do ludião diminuir, o valor da força de empuxo também diminui, pois o empuxo só depende do volume de líquido deslocado. Neste momento a força peso se torna maior que o empuxo e o ludião afunda. Soltando a garrafa, a pressão diminui e o volume da bolha no interior do ludião se torna maior, aumentando o valor do empuxo. Isto faz com que o ludião flutue novamente.
Ou seja, ele não afunda, pois é menos denso que a água, mas quando ela entra no ludião, o deixa mais denso fazendo assim ele afundar.  

### História
O experimento é denominado "cartesiano" em referência ao filósofo e matemático René Descartes, que estudou o princípio da flutuação e a interação entre pressão e volume de gases.
O conceito de "mergulhador cartesiano" tem suas raízes em um brinquedo popular do século XIX conhecido como "mergulhador". Esse brinquedo era uma pequena figura geralmente feita de vidro ou plástico, que poderia flutuar ou afundar em um recipiente de água quando a pressão era aplicada a um tubo conectado ao brinquedo. O design básico envolvia um frasco ou tubo parcialmente preenchido com água e uma pequena quantidade de ar.
Este brinquedo simples e engenhoso ganhou popularidade como um item lúdico, mas também despertou interesse dos cientistas e educadores devido à sua demonstração prática dos princípios físicos envolvidos.

### Princípio de Funcionamento
O mergulhador cartesiano geralmente consiste em um frasco de vidro ou um tubo com um pouco de ar dentro, que é imerso em um fluido (frequentemente, utiliza-se água). Esse dispositivo funciona com base em princípios fundamentais da física, como o Princípio de Arquimedes e a Lei de Pascal. O Princípio de Arquimedes afirma que o corpo submerso em um fluido experimenta uma força de empuxo para cima igual ao peso do fluido deslocado, podendo ser enunciado como 
"Todo corpo mergulhado num fluido em repouso sofre, por parte do fluido, uma força vertical para cima, cuja intensidade é igual ao peso do fluido deslocado pelo corpo."
Assim, quando o volume de ar dentro do mergulhador é alterado, a quantidade de fluido deslocado também muda, o e afeta a força do empuxo. A equação para o empuxo é dada por:
{\displaystyle E=\rho _{f}Vg}
em que {\displaystyle \rho _{f}} e a densidade do fluido, {\displaystyle V} é o volume de fluido deslocado e {\displaystyle g} é a aceleração devido à ação da gravidade.
Desta forma, um corpo submerso está submetido a duas forças a priori, a força peso e o empuxo. O corpo colocado no fluido poderá ter as seguintes reações: 
1 - afundar; 2 - ficar em equilíbrio com o fluido; 3 - flutuar. Cada uma das reações depende do peso do corpo.
Quando o recipiente com o mergulhador é pressionado, o volume de ar dentro do mergulhador diminui. de acordo com a Lei de Boyle, que descreve a relação inversa entre a pressão (P) e o volume de um gás à temperatura constante, a compressão do ar aumenta: a compressão do ar  aumenta a pressão interna e reduz seu volume A fórmula de Boyle é:
{\displaystyle P_{1}V_{1}=P_{2}V_{2}}
onde o índice 1 indica quantidades iniciais (pressão e volume) e o índice 2 indica quantidades relativas ao estado do gás.
Isso faz com que a densidade do mergulhador ({\displaystyle d={\frac {m}{V}}}) aumente. Com a densidade maior, o peso do mergulhador se torna maior do que a força de empuxo que o fluido exerce sobre ele, fazendo com que o mergulhador afunda. 
Quando a pressão externa é reduzida, o volume de ar aumenta devido à Lei de Boyle, resultando em uma diminuição da densidade do mergulhador. Com a densidade reduzida, a força de empuxo sobre o mergulhador se torna maior do que seu peso, o que faz com que ele flutue novamente.  Além disso, o Princípio de Pascal pode ser observado indiretamente, pois afirma que qualquer mudança na pressão aplicada um fluido é transmitida igualmente em todas as partes do fluido. A fórmula do Princípio de Pascal:
{\displaystyle \Delta P=\rho gh}
onde {\displaystyle \Delta P}  é a mudança de pressão, {\displaystyle \rho } é a densidade do fluido,  {\displaystyle g} é a aceleração da gravidade e {\displaystyle h} a altura da coluna de fluido. Nesse caso, a pressão aplicada ao líquido fora do mergulhador afeta a compressão dor dentro do mergulhador e, consequentemente, seu comportamento de flutuação. 

### Construção e Demonstração
Para construir um mergulhador cartesiano, será necessário um pequeno frasco de vidro ou um tempo, um pouco de água, e algum objeto que possa ser ajustado para flutuar. O mergulhador é tipicamente feito ajustando o nível de água no frasco e selando-o, de modo que uma pequena quantidade de ar fique dentro. Quando o frasco é pressionado ou liberado, o mergulhador responde de acordo com a alteração na pressão e no volume de ar.

### Outras aplicações do ludião
O mergulhador cartesiano é frequentemente utilizado em ambientes educacionais para ensinar conceitos de física, como a Lei de Boyle, que a descreve a relação inversa entre pressão e volume para um gás à temperatura constante. É um exemplo prático e visual de como a física pode ser demonstrada de maneira simples e eficaz. 
O ludião serve como uma excelente demonstração de hidrostática para o ensino de física, à medida que ele permite ao aluno um vislumbre demonstrativo. Uma ótima contextualização dele para a sala de aula é o sistema de imersão do submarino e a bexiga natatória de alguns peixes. 

Os submarinos, por exemplo, contém compartimentos com válvulas, quando o ar é bombeado para dentro ou para fora destes compartimentos, os submarinos controlam quando ficam cheios de água ou ar. Assim, ao bombardear água para dentro dos compartimentos o submarino diminui seu empuxo, aumentando sua densidade absoluta e, portanto, afundando e, quando retira-se a água dos compartimentos, sua densidade absoluta diminui, aumentando o empuxo e assim, fazendo-o flutuar.  